# Femmes coupables
Pour plus de détails, voir Fiche technique et Distribution.
Femmes coupables (Until They Sail) est un film américain réalisé par Robert Wise et sorti sur les écrans en 1957.

## Synopsis
Christchurch, Nouvelle-Zélande, novembre 1945 : au tribunal un homme est jugé pour avoir tué sa femme. Le capitaine Jack Harding, capitaine dans l'armée américaine témoigne. Dans la salle, Barbara Leslie Forbes, sœur de la victime, se remémore les événements des quatre dernières années qui ont mené à ce jour. Quatre sœurs néo-zélandaises vivent avec plus ou moins de bonheur des amours de guerre avec des soldats américains pendant le conflit dans le Pacifique…

## Fiche technique
- Titre : Femmes coupables
- Titre original : Until They Sail
- Réalisateur : Robert Wise
- Directeur adjoint : Ridgeway Callow
- Production : James E. Newcom et Charles Schnee
- Société de production : Metro-Goldwyn-Mayer
- Scénaristes : Robert Anderson d'après une histoire de James Michener
- Directeur de la photographie : Joseph Ruttenberg
- Musique : David Raksin
- Paroles de la chanson Until They Sail : Sammy Cahn
- Chanteuse : Eydie Gormé
- Direction artistique : Paul Groesse et William A. Horning
- Effets spéciaux : A.Arnold Gillepsie et Lee Leblanc
- Costumes : Hattie Carnegie et Michael Woulfe
- Coiffures : Sydney Guilaroff
- Maquillages : William Tuttle
- Montage : Harold F. Kress
- Pays d'origine : États-Unis
- Langue : anglais
- Format : noir et blanc - Son : Mono (RCA Sound System)
- Genre : Drame
- Durée : 90 minutes
- Date de sortie : 8 octobre 1957 New York (États-Unis)

## Distribution
- Jean Simmons (VF : Arlette Thomas)  : Barbara Leslie Forbes
- Joan Fontaine : Anne Leslie
- Paul Newman (VF : Marc Cassot)  : Le capitaine Jack Harding
- Piper Laurie : Delia Leslie Friskett
- Charles Drake (VF : Bernard Noël)  : Le capitaine Richard Bates
- Sandra Dee : Evelyn Leslie
- Wally Cassell (VF : Pierre Trabaud)  : Phil « Shiner » Friskett
- Alan Napier : Le procureur
- Ralph Votrian : Max Murphy
- John Wilder : Tommy
- Tige Andrews : US Marine
- Mickey Shaughnessy : US Marine

## Autour du film
- Patrick Macnee joue le soldat Duff dans une scène coupée au montage, et n'apparaît donc pas dans le film.